# セチナーロ
セチナーロ（イタリア語: Secinaro）は、イタリア共和国アブルッツォ州ラクイラ県にある、人口約400人の基礎自治体（コムーネ）。

## 地理

### 位置・広がり

#### 隣接コムーネ
隣接するコムーネは以下の通り。
- アッチャーノ
- カステルヴェッキオ・スベークオ
- チェラーノ
- ガリアーノ・アテルノ
- モリーナ・アテルノ
- オヴィンドリ
- ロッカ・ディ・メッツォ
- ティオーネ・デッリ・アブルッツィ